# Pelicinus
Genre
Synonymes
- Philesius Simon, 1893
- Myrmopopaea Reimoser, 1933
- Harryoonops Makhan & Ezzatpanah, 2011

Pelicinus est un genre d'araignées aranéomorphes de la famille des Oonopidae.

## Distribution
Les espèces de ce genre se rencontrent en Asie et en Océanie sauf Pelicinus marmoratus qui est pantropical.

## Liste des espèces
Selon World Spider Catalog (version 19.0, 22/06/2018) :
- Pelicinus amrishi (Makhan & Ezzatpanah, 2011)
- Pelicinus churchillae Platnick, Dupérré, Ott, Baehr & Kranz-Baltensperger, 2012
- Pelicinus damieu Platnick, Dupérré, Ott, Baehr & Kranz-Baltensperger, 2012
- Pelicinus deelemanae Platnick, Dupérré, Ott, Baehr & Kranz-Baltensperger, 2012
- Pelicinus duong Platnick, Dupérré, Ott, Baehr & Kranz-Baltensperger, 2012
- Pelicinus johor Platnick, Dupérré, Ott, Baehr & Kranz-Baltensperger, 2012
- Pelicinus khao Platnick, Dupérré, Ott, Baehr & Kranz-Baltensperger, 2012
- Pelicinus koghis Platnick, Dupérré, Ott, Baehr & Kranz-Baltensperger, 2012
- Pelicinus lachivala Platnick, Dupérré, Ott, Baehr & Kranz-Baltensperger, 2012
- Pelicinus madurai Platnick, Dupérré, Ott, Baehr & Kranz-Baltensperger, 2012
- Pelicinus marmoratus Simon, 1892
- Pelicinus monteithi Platnick, Dupérré, Ott, Baehr & Kranz-Baltensperger, 2012
- Pelicinus penang Platnick, Dupérré, Ott, Baehr & Kranz-Baltensperger, 2012
- Pelicinus raveni Platnick, Dupérré, Ott, Baehr & Kranz-Baltensperger, 2012
- Pelicinus saaristoi Ott & Harvey, 2008
- Pelicinus sayam Platnick, Dupérré, Ott, Baehr & Kranz-Baltensperger, 2012
- Pelicinus schwendingeri Platnick, Dupérré, Ott, Baehr & Kranz-Baltensperger, 2012
- Pelicinus sengleti Platnick, Dupérré, Ott, Baehr & Kranz-Baltensperger, 2012
- Pelicinus snooky Ranasinghe & Benjamin, 2018
- Pelicinus tham Platnick, Dupérré, Ott, Baehr & Kranz-Baltensperger, 2012
- Pelicinus tumpy Ranasinghe & Benjamin, 2018

## Publication originale
- Simon, 1892 : On the spiders of the island of St. Vincent. Part 1. Proceedings of the Zoological Society of London, vol. 1891, p. 549-575 (texte intégral).